# Kölingareds församling
Kölingareds församling var en församling i Skara stift och i Ulricehamns kommun. Församlingen uppgick 2006 i Redvägs församling. 

## Administrativ historik
Församlingen har medeltida ursprung. Vid en tidpunkt efter 1546 införlivades Ingareds församling.
Församlingen var till 1962 annexförsamling i pastoratet Böne, Knätte, Liared, Fivlered och Kölingared som till åtminstone kring 1550 även omfattade Ingareds och Igelsreds församlingar. Från 1962 till 1983 var församlingen annexförsamling i pastoratet Norra Åsarp, Smula, Kölaby, Solberga, Fivlered och Kölingared. Från 1983 till 2006 var den annexförsamling i pastoratet Hössna, Gullered, Strängsred, Böne, Knätte, Liared och Kölingared. Församlingen uppgick 2006 i Redvägs församling.

## Kyrkor
- Kölingareds kyrka